# Ла Манга куп 2005.
Ла Манага куп 2005. је седмо такмичење Ла Манага купа у фудбалу које се одржана у Ла Манага дел Мар Менор, у региону Мурсија у Шпанији. Овогодишње такмичење је одржано од 14. фебруара до 25. фебруара 2005. уз учешће 5 клубова: 3 из Норвешке Лилестрем, Лин и Одд Гренланд и 2 из Русије Рубин Казањ и Локомотива Москва.
Због малог броја учесника сви клубови су играли у једној групи по једноструком лига систему (свако са сваким) по једну утакмицу. У случају истог броја бодова одлучује гол-разлика, а ако је и то једнако боље је пласирана екипа која је дала више голова.

## Резултати
| Датум        | Утакмица                         | Резултат  |           |
| Прво коло    | Прво коло                        | Прво коло | Прво коло |
| ------------ | -------------------------------- | --------- | --------- |
| 14. фебруар  | Лин — Рубин Казањ                | 1:5       |           |
|              | Лилестрем — Локомотива Москва    | 1:0       |           |
| Друго коло   |                                  |           |           |
| 16. фебруар  | Локомотива Москва — Одд Гренланд | 2:0       |           |
|              | Рубин Казањ — Лилестрем          | 1:1       |           |
| Треће коло   |                                  |           |           |
| 19. фебруар  | Локомотива Москва — Лин          | 0:3       |           |
|              | Лилестрем — Одд Гренланд         | 2:0       |           |
| Четврто коло |                                  |           |           |
| 22. фебруар  | Одд Гренланд — Рубин Казањ       | 2:5       |           |
|              | Лин — Лилестрем                  | 2:2       |           |
| Пето коло    |                                  |           |           |
| 25. фебруар  | Одд Гренланд — Лин               | 1:0       |           |
|              | Рубин Казањ — Локомотива Москва  | 1:1       |           |

| Табела турнира 2005. | Табела турнира 2005. | Табела турнира 2005. | Табела турнира 2005. | Табела турнира 2005. | Табела турнира 2005. | Табела турнира 2005. | Табела турнира 2005. | Табела турнира 2005. | Табела турнира 2005. |
| Пласман              | Екипа                | И                    | П                    | Н                    | Г                    | ДГ                   | ПГ                   | ГР                   | Бодови               |
| -------------------- | -------------------- | -------------------- | -------------------- | -------------------- | -------------------- | -------------------- | -------------------- | -------------------- | -------------------- |
| 1.                   | Рубин Казањ          | 4                    | 2                    | 2                    | 0                    | 12                   | 5                    | +7                   | 8                    |
| 2.                   | Лилестрем            | 4                    | 2                    | 2                    | 0                    | 6                    | 3                    | +3                   | 8                    |
| 3.                   | Лин                  | 4                    | 1                    | 1                    | 2                    | 6                    | 8                    | -2                   | 4                    |
| 4.                   | Локомотива Москва    | 4                    | 1                    | 1                    | 2                    | 3                    | 5                    | -2                   | 4                    |
| 5.                   | Одд Гренланд         | 4                    | 1                    | 0                    | 3                    | 3                    | 9                    | -6                   | 3                    |

| Победник Ла Манага купа 2005. |
| ----------------------------- |
| Рубин Казањ Прва титула       |